# Liga Nacional de Guatemala 1947
La Liga Nacional de Guatemala 1947 es el cuarto torneo de Liga de fútbol de Guatemala. El campeón del torneo fue el Municipal.

## Formato
El formato del torneo era de todos contra todos a dos vueltas, En caso de empate por puntos la diferencia de goles determinaba quien era el campeón.  Todos los partidos se jugaron en el desaparecido estadio Autonomía de la Ciudad de Guatemala.
En caso de ganar el partido se otorgaban 2 puntos, si era empate era un punto, en caso de pérdida de partido no se otorgaban puntos.

## Cambios
La liga se expande a 8 equipos:
- Aurora FC debuta en liga nacional, dando inicio a la historia del tercer equipo más laureado en la época profesional del fútbol guatemalteco.
- Hospicio FC cambia de administración y se transforma en España FC.

## Equipos participantes
| Club                      | Ciudad              | Departamento |
| ------------------------- | ------------------- | ------------ |
| Aurora                    | Ciudad de Guatemala | Guatemala    |
| España                    | Ciudad de Guatemala | Guatemala    |
| Guatemala                 | Ciudad de Guatemala | Guatemala    |
| Hércules                  | Ciudad de Guatemala | Guatemala    |
| IRCA                      | Ciudad de Guatemala | Guatemala    |
| Municipal                 | Ciudad de Guatemala | Guatemala    |
| Tipografía Nacional       | Ciudad de Guatemala | Guatemala    |
| Universidad de San Carlos | Ciudad de Guatemala | Guatemala    |

## Posiciones
|  | Pos. | Equipos                   | PJ | PG | PE | PP | GF | GC | Dif. | PTS | Clasificación |
|  | ---- | ------------------------- | -- | -- | -- | -- | -- | -- | ---- | --- | ------------- |
|  | 1º   | Municipal                 | 14 | 10 | 3  | 1  | 58 | 22 | +36  | 23  | Campeón       |
|  | 2º   | España                    | 14 | 7  | 5  | 2  | 45 | 28 | +17  | 19  |               |
|  | 3º   | Aurora                    | 14 | 6  | 3  | 5  | 39 | 33 | +6   | 15  |               |
|  | 4º   | IRCA                      | 14 | 7  | 1  | 6  | 26 | 28 | -2   | 15  |               |
|  | 5º   | Tipografía Nacional       | 14 | 5  | 4  | 5  | 37 | 28 | +9   | 14  |               |
|  | 6º   | Hércules                  | 14 | 6  | 1  | 7  | 40 | 41 | -1   | 13  |               |
|  | 7º   | Universidad de San Carlos | 14 | 3  | 2  | 9  | 25 | 44 | -19  | 8   |               |
|  | 8º   | Guatemala                 | 14 | 2  | 1  | 11 | 17 | 63 | -46  | 5   |               |
|  |      |                           |    |    |    |    |    |    |      |     |               |

## Campeón
| Campeón Temporada 1947 |
| Municipal 2º Título    |
| ---------------------- |